# Oksana Parchomenko
Oksana Parchomenko (in russo Oкcана Пархоменко?,; 28 settembre 1984) è una pallavolista azera.
Gioca nel ruolo di palleggiatrice nell'Azəryol Voleybol Klubu.

## Carriera
La carriera di Oksana Parkhomenko inizia nel 1998, quando fa il suo esordio in nazionale. Dal 1999, gioca tra le file del Neftyag Baku. Un anno dopo, appena sedicenne, va a giocare in Turchia, ingaggiata dallo Yeşilyurt, dove resta per una sola stagione. Dal 2001 inizia un lungo sodalizio con l'Azərreyl Voleybol Klubu. Nelle sei stagioni trascorse all'Azerrail Baku, vince tre volte il campionato azero, mentre in ambito europeo si aggiudica la Top Teams Cup 2001-02.
Lasciato l'Azerrail, disputa la parte finale della stagione 2006-07 col Volleyballclub Voléro Zürich, aggiudicandosi il campionato svizzero. Nella stagione 2007-08, però, torna a giocare nuovamente nell'Azerrail Baku, per poi essere ingaggiata dal Fenerbahçe Spor Kulübü per il finale di stagione, disputando la finale del campionato turco, che vince nella stagione successiva.
Nella stagione 2009-10 viene ingaggiata dalla Ženskij volejbol'nyj klub Dinamo Moskva, con cui vince subito la Coppa di Russia. Nei campionati 2011-12 e 2012-13 ritorna nell'Azərreyl Voleybol Klubu, mentre nel campionato 2013-14 passa all'Azəryol Voleybol Klubu.

## Vita privata
È la sorella minore della pallavolista Elena Parchomenko. Sposata, ha un figlio.

## Palmarès

### Club
- Campionato azero: 3

2002-03, 2003-04, 2004-05
- Campionato svizzero: 1

2006-07
- Campionato turco: 1

2008-09
- Coppa di Russia: 1

2009
- Top Teams Cup: 1

2001-02